# فيرنون أورلاندو بيلي
فيرنون أورلاندو بيلي (بالإنجليزية: Vernon Orlando Bailey)‏  (و. 1864 – 1942 م) هو عالم حيواني، وعالم ثدييات أمريكي، ولد في ميشيغان، توفي في واشنطن العاصمة، عن عمر يناهز 78 عاماً.